# Colin Burgess
Colin Burgess, född 16 november 1946 i Sydney, död i december 2023, var en australisk musiker, mest känd för sin korta tid som trumslagare i rockgruppen AC/DC 1973–1974.